# 伊桑阿墓
伊桑阿墓位于北京市房山区韩村河镇皇后台村，是清朝康熙年间重臣伊桑阿的墓地。现存墓前石刻是北京地区少见的精美石雕群。

## 简介
伊桑阿（1638～1703），清朝大臣，曾协助康熙帝统筹平定“三藩之乱”和抵抗俄罗斯入侵的军需，官至文华殿大学士兼吏部尚书。康熙帝赞誉其道：“厚重老成，宣力年久”。死后谥号“文端”，乾隆间入祀贤良祠。
伊桑阿墓东西向，三座三合土宝顶在文革时期被毁，墓室未动，现地上仅存墓前石刻。石刻有两对华表，其中一对华表用汉白玉雕刻而成，刻工精美，底部须弥座呈八角形，须弥座的上、下枋和束腰部位，雕刻着仰覆莲花和云朵。座上置八角形石柱，柱顶蹲坐望天犼（其中一只已不存），昂首翘尾。
华表后面是两座石碑，即伊桑阿墓碑，碑高4.8米、宽1.2米，螭首龟趺。额篆书“御制”。碑文为满汉合璧“原任文华殿大学士兼吏部尚书加二级致仕谥文端伊桑阿碑文”，立于康熙四十二年（1703）七月十八日。石牌坊面东背西，面阔约二十米，五门六柱，其中最边上两门修为影壁形式。石牌坊明间横梁上楷书“崇祀贤良”，下侧石垫板楷书：“大学士伊文端公之墓”。伊桑阿墓碑与大型雕刻石牌坊之间，有头东尾西的石狮一对。
2013年初，伊桑阿墓石刻遭到盗毁，顶部“承露盘”被盗，柱身被拽倒断成三截，云板粉碎。2015年北京市文物保护部门给墓地修建了围墙，重修了华表和墓碑，2013年盗毁的部分至今未能追回，故以仿品代替。